# Тимченко Ігор Вікторович
Ігор Вікторович Тимченко (*16 січня 1986, Полтава) — український футболіст, нападник. По завершенні ігрової кар'єри — тренер.

## Біографія
Футболом почав займатися завдяки своєму дядькові, який відвів його до тренера Олексія Вишневецького. Займався у нього з 6-го до 10-го класу. Пізніше займався під керівництвом Сергія Доронченко і Володимира Сисенко, у них займався впродовж чотирьох років. Відразу після школи його запрошували в полтавську «Ворсклу».
На професійному рівні почав грати 2004 року в друголігових клубах «Електрон» (Ромни) та «Угольок» (Димитров), але пізніше після перегляду перейшов у московський «Локомотив». Проте в команді виступав лише за дубль. Всього провів 18 матчів і забив 5 голів.
Після того як у нього закінчився контракт з «Локо», він підписав річний контракт із сумським «Спартаком». Але через фінансові проблеми «Спартака» перейшов в алчевську «Сталь». У Вищій лізі дебютував 15 жовтня 2006 року в матчі проти львівських «Карпат» (0:1), Тимченко вийшов на 69-й хвилині замість Бурнеля Окана-Стазі. Всього за «Сталь» провів 8 ігор в чемпіонаті України і 21 гру і 5 голів у молодіжній першості.
У сезоні 2006/07 «Сталь» покинула Вищу лігу і Тимченко влітку 2007 року перейшов у донецький «Металург», проте у команді основним гравцем не став.
Влітку 2009 року після попереднього перегляду в ужгородському «Закарпатті», перейшов в команду на правах оренди до кінця року. А після завершення оренди, з січня 2010 року, півроку грав на правах оренди за полтавську «Ворсклу».
15 квітня 2011 року на правах вільного агента підписав контракт з першоліговим одеським «Чорноморцем» і допоміг йому повернутися у Прем'єр-лігу. Однак, у наступному сезоні захищав кольори «Оболоні», але не зміг допомогти клубу зберегти прописку в еліті.
Влітку 2012 року підписав контракт з першоліговою «Кримтеплицею», але вже під час зимової перерви сезону 2012/13 років приєднався до ФК «Полтава». Надалі виступав за «Титан» (Армянськ), «Гірник» (Кривий Ріг) та чернігівську «Десну».
Влітку 2015 року приєднався до команди «Кремінь», де згодом був призначений капітаном команди. Загалом провів за клуб 74 матчі у чемпіонаті, забивши 28 голів.
Завершував ігрову кар'єру у аматорських клубах «Олімпія» (Савинці) та СК «Полтава». 2021 року, після закінчення ігрової кар'єри, залишився у структурі полтавського клубу у статусі помічника головного тренера.